# Akaffou Blalè
Akafou Boularé, connu sous le nom de Blalè, fut une figure emblématique et résistante de la communauté Baoulé dans le contexte de la colonisation française en Côte d'Ivoire. Surnommé Bularé par ses guerriers, Akafou était le chef reconnu des Ngban du Sud, une famille Baoulé indépendante et attachée à sa liberté.

## Contexte historique et confrontations coloniales
Les rencontres entre les Européens, en particulier les Français, et Ngban Akafou débutèrent en septembre 1893 et s'étendirent jusqu'à son élimination physique en juillet 1902. Cette période fut marquée par des affrontements, des résistances, et une confrontation entre deux mondes, l'un colonial et l'autre indigène.
Les sources consultées pour retracer le parcours d'Akafou proviennent principalement des archives coloniales. Ces documents, bien que teintés par le point de vue européen, offrent des fragments précieux qui permettent de comprendre la personnalité complexe d'Akafou et les enjeux de son époque.

## Une vie de résistance capturée par les archives
L'analyse des archives révèle une vie marquée par la résistance, mais également par les dissensions au sein du dispositif colonial français. Akafou, décrit comme un homme de fer, incarne la détermination des Baoulé à défendre leur indépendance face à la colonisation.
Les écrits des différents auteurs coloniaux, qu'ils soient militaires ou administrateurs civils, décrivent les actions, les stratégies et les confrontations entre les Ngban et les forces coloniales. Cependant, ces écrits sont souvent lacunaires et sujets à des interprétations variées, reflétant les tensions au sein de l'appareil colonial.

## Résistances Baoulé face à la colonisation
Akafou Boularé n'était pas un cas isolé dans la résistance Baoulé. La famille Ngban, réputée pour son indépendance, s'opposa vigoureusement à la colonisation. Le gouverneur général de Côte d'Ivoire de l'époque, Gabriel Angoulvant, témoigne de la résistance farouche des Ngban, décrivant leur courage, leur ténacité, et leur compétence,
Les populations ivoiriennes ont opposé une résistance à la conquête française pour plusieurs raisons. Parmi celles-ci figurent leur refus de renoncer à leur indépendance, les rivalités existant entre les différentes communautés, ainsi que leur volonté de maîtriser les échanges commerciaux avec les Européens.

## Conséquences de la défaite et héritage
Malgré une résistance opiniâtre, les populations ivoiriennes furent finalement vaincues par la supériorité militaire française. Les conséquences furent lourdes, avec la perte d'indépendance politique, des amendes de guerre ruineuses, et un affaiblissement du pouvoir traditionnel.
Akafou Boularé et d'autres chefs de résistance furent soit tués, soit condamnés à la déportation. Cette défaite marqua un tournant socio-culturel en préparant le terrain à l'implantation des religions monothéistes dans les régions animistes,,.
L'héritage de la résistance Baoulé, avec des figures telles qu'Akafou Boularé, est un témoin de la lutte pour la préservation de l'identité et de la liberté face à la colonisation européenne en Afrique.